# Mursa subrufa
Mursa subrufa är en fjärilsart som beskrevs av W. Warren 1889. Mursa subrufa ingår i släktet Mursa och familjen nattflyn. Inga underarter finns listade i Catalogue of Life.